# Jasszer Arafat nemzetközi repülőtér
A Jasszer Arafat (arab nyelven: مطار ياسر عرفات الدولي) (IATA: GZA, ICAO: LVGZ) Palesztina egykori nemzetközi repülőtere, mely a Gázai övezetben található.

## Története
A repülőtér tulajdonosa és üzemeltetője a Palesztin Hatóság. Évente 700 000 utast tudott kezelni, és az év 364 napján, napi 24 órában üzemelt. A repülőtér teljes területe 235 hektár. A repülőtér a Palesztin Légitársaságok székhelye volt a repülőtér bezárásáig.
A repülőtér megépítéséről az 1995-ös Oslo II. megállapodás rendelkezett. Japán, Egyiptom, Szaúd-Arábia, Spanyolország és Németország finanszírozásával épült. Marokkói építészek (a casablancai repülőtér mintájára) és mérnökök tervezték, akiket II. Haszan marokkói király finanszírozott. A teljes költség 86 millió amerikai dollár volt, és Usama Hassan Elkhoudary (El-Khoudary a mérnöki és vállalkozói tevékenységért) építette. Egy év építés után 1998. november 24-én nyitották meg; a megnyitó ünnepségen részt vett Jasszer Arafat és Bill Clinton amerikai elnök is. Akkoriban a repülőtér megnyitását a palesztin államiság felé tett előrelépés bizonyítékaként jellemezték. Az izraeliek jelenlétét az útlevelek és a csomagok ellenőrzésére korlátozták.
A gázai repülőtéren 1998. december 5-én kezdődött meg a menetrendszerű kereskedelmi forgalom, amikor a Palestinian Airlines Fokker 50-es repülőgépe elindult a jordániai Ammanba. A következő évben a repülőtér 90 000 utast fogadott és több mint 100 tonna rakományt dolgozott fel. 2000 közepére egy maroknyi külföldi légitársaság, köztük a Royal Air Maroc és az EgyptAir is indított járatokat Gázába.

## Második intifáda
A második intifáda 2000 szeptemberében tört ki, ami a repülőtér 2000. október 8-i bezárásához vezetett. Bár a működés nem sokkal később újraindult, Izrael végül úgy döntött, hogy a helyzet romlásával ismét bezárja a repülőteret. 2001. december 4-én légicsapások pusztították el a radarállomást és az irányítótornyot, 2002. január 10-én pedig buldózerek vágták el a kifutópályát. A pusztulás után a Gush Katif repülőtér maradt az egyetlen használható kifutópálya Gázában, amíg 2004-ben fel nem adták. A területhez legközelebbi nyilvános repülőterek az izraeli Ben-Gurion nemzetközi repülőtér és az egyiptomi El Arís-i nemzetközi repülőtér. 2001 és 2006 között a repülőtér személyzete még mindig a jegypénztárakat és a poggyásztereket látta el, bár ebben az időszakban nem repültek repülőgépek a repülőtérre vagy onnan ki.
2002 márciusában a Nemzetközi Polgári Repülési Szervezet (ICAO) határozottan elítélte Izraelt a repülőtér elleni támadásért, amelyet a polgári repülés biztonsága elleni jogellenes cselekmények visszaszorításáról szóló egyezmény (Montreali Egyezmény, 1971) megsértésének minősített. Az ICAO sürgette Izraelt, hogy tegyen intézkedéseket a létesítmény helyreállítása érdekében, hogy lehetővé tegye annak újbóli megnyitását.
2005. november 15-én, az intifáda végét és a Gázai övezetből való egyoldalú izraeli kivonulást követően Izrael és a Palesztin Hatóság (PH) aláírta a mozgásról és a hozzáférésről szóló megállapodást, amely a következőket írta elő: "A felek egyetértettek a [Jasszer Arafat nemzetközi] repülőtér fontosságában. A megbeszélések folytatódnak a biztonsági intézkedések, az építés és a működtetés kérdéseiről.".

## A Hamász uralma a Gázai övezetben
A 2005-ös megállapodás tárgytalanná vált, miután a Hamász 2006. március 29-én kormányt alakított a Palesztin Hatóságban (PA), Izrael és a közel-keleti kvartett pedig szankciókat vezetett be a Hamász vezette PA ellen, és minden párbeszéd megszűnt a Hamász-féle PA-kormánnyal. A szankciókat a Gázai övezetben a Hamász 2007. júniusi hatalomátvétele után megerősítették. 2006 márciusa óta Izrael és a Hamász-kormány között nem folytak tárgyalások a Gázai övezetben, többek között a repülőtérrel kapcsolatban.
A bezárás óta a tolvajok megfosztották a telephelyet értékes berendezésektől, többek között a radaroktól.

## Futópályák
A repülőtér futópályái:
- 01/19 (3076 m, aszfalt)